# Прийменниковий відмінок
Прийменниковий відмінок (лат. casus prepositionalis) — термін, вживаний щодо будь-якого відмінка, який виражає об'єкт препозиції, тобто додаток лише в сполученні з прийменником. Аналогічний йому післяйменниковий відмінок (casus postpositionalis), який виражає об'єкт постпозиції — додаток тільки в сполученні з післяйменником.
Оскільки обов'язкове вживання додатка з прийменником часто трапляється у позначенні місцезнаходження, прийменниковий відмінок у низці випадків (сучасні слов'янські мови) можна ототожнити з місцевим — він не може виражати своє значення без прийменника. У давніх слов'янських мовах (давньоруській, старослов'янській, праслов'янській), на відміну від сучасних, відоме і безприйменникове вживання місцевого відмінка.

## Російська мова
У сучасній російській мові прийменниковий відмінок (рос. предложный падеж) відповідає за значенням українському місцевому. Термін предложный падежъ впровадив до російської граматики в XVIII ст. М. В. Ломоносов, звернувши увагу на неможливість вживання цього відмінка без прийменників. У раніших церковнослов'янських граматиках такого терміна не було: у «Граматиці слов'янській» Мелетія Смотрицького аналогічний відмінок відомий як сказателный падежъ, у «Граматіці словенскій» Лаврентія Зизанія він окремо не виділявся, об'єднуючись з давальним.
З прийменниковим відмінком можуть вживатися прийменники «при», «на», «в», «по» — для позначення місцезнаходження предмета, але частіше з ним вживають прийменник «о»/«об» — для позначення об'єкта почуттів, думок, розмов (говорить о нем, переживать о ней, думать о них), тобто у випадках, де у відповідних українських конструкціях вживано конструкцію з прийменником «про» в сполученні зі знахідним відмінком, рідше — сполучення «за» з орудним (конструкція з прийменником «о» у сполученні з місцевим майже вийшла з ужитку в сучасній українській мові). Ще Ломоносов зазначив поширеність прийменника «о» («об») в конструкціях з прийменниковим («Предлогъ о или объ предложному падежу свойствененъ»); його використовують, ставлячи питання до цього відмінка («О ком?», «О чем?»). Прийменник «по» вживається з прийменниковим відмінком обмежено: тільки в сполученнях для позначення часу (по окончании, по возвращении, по достижении, по выяснении), що близькі до переходу в категорію складених прийменників. Окрім прийменникового, в російській мові іноді виділяють ще «місцевий» або «другий місцевий» відмінок — для позначення саме місця, а не об'єкта думок, розмов (в лесу́ — о ле́се, в снегу́ — о сне́ге, в раю́ — о ра́е): його закінчення -у походить від закінчення давньоруського місцевого відмінка іменників з основою на *-ŭ (аналогічно закінченню українських слів).

## Інші мови
У мові пушту теж існує відмінок, що вживається тільки з прийменниками, але його частіше називають «першим непрямим».